# Monte Fazzolettone
Monte Fazzolettone è un rilievo dei Monti Reatini che si trova nel Lazio, nella provincia di Rieti, nel comune di Leonessa.